# 富永俊治
富永 俊治（とみなが しゅんじ、1947年3月25日 - ）は、日本の元新聞記者。宮城県出身。

## 経歴
1969年、産経新聞社入社し、2002年に退社。現在はスポーツノンフィクションを中心に執筆を続ける。

## 著書
- 『三原脩の昭和三十五年：「超二流」たちが放ったいちど限りの閃光』（洋泉社、1998年4月）、1999年11月宝島社文庫。
- 『無冠のジャージー：宮地克実と三洋ラグビーの挑みつづけた日々』（洋泉社、1998年10月）
- 『関白さんのホームラン：元早稲田大学野球部監督 石井藤吉郎物語』（楽書舘、2003年7月）
- 『早慶戦百年：激闘と熱狂の記憶』（講談社、2003年9月）
- 『阿波の攻めダルマ 蔦文也の生涯：たった11人で甲子園に出場し、負けても負けても挑戦し続けた元池田高校野球部監督の実像』（アルマット、2007年3月）
- 『嶋清一の真実：松坂大輔をしのぐ伝説左腕の軌跡』（アルマット、2007年3月）
- 『杉下茂「魔球」の行方：日本初の本格派フォークボール投手と中日ドラゴンズの栄光：昭和29年』（アルマット、2010年8月）